# Шерстнёв, Николай Николаевич
Никола́й Никола́евич Шерстнёв (бел. Мікала́й Мікала́евіч Шарснёў; род. 9 декабря 1960, Пригузки, Витебская область) — белорусский политический и государственный деятель. Председатель Витебского областного исполнительного комитета (27 декабря 2014 — 13 декабря 2021). Член постоянной комиссии Совета Республики Национального собрания Республики Беларусь по международным делам и национальной безопасности. С 2023 года возглавляет Белорусскую федерацию футбола.

## Биография
Николай родился 9 декабря 1960 года в деревне Пригузки Оршанского района Витебской области БССР. В 1983 году окончил зооинженерный факультет Витебской государственной академии ветеринарной медицины по специальности «Зоотехния»
В 1987—1988 годы работал заместителем председателя колхоза «Ленинский путь» Оршанского района. В 1988—1992 годы — главным зоотехником колхоза «Знамя победы» имени В. В. Куйбышева Оршанского района; после преобразования хозяйства семь лет руководил производственно-хозяйственной фирмой «Нива».
В 1997—1998 годах был победителем республиканского соревнования «Дожинки». В 1999 году назначен на должность начальника управления сельского хозяйства и продовольствия Минского райисполкома.
В 2003—2006 годы был директором частного производственно-торгового унитарного предприятия «Вальдюнион» Минского района.
В 2006—2009 годы — генеральный директор республиканского объединения «Белптицепром». В 2010—2012 годы — генеральный директор Минского областного государственного объединения «Миноблптицепром». В 2012—2014 года возглавлял ОАО «1-я Минская птицефабрика».
В сентябре 2014 года назначен помощником Президента Республики Беларусь — главным инспектором по Витебской области.
27 декабря 2014 года — президент Александр Лукашенко назначил Николая Шерстнева председателем Витебского областного исполнительного комитета.
22 января 2015 года назначен членом Совета Республики Национального собрания Республики Беларусь пятого созыва.
Внесён в санкционные списки балтийских стран.
13 декабря 2021 года отправлен в отставку с должности председателя Витебского областного исполнительного комитета указом президента Республики Беларусь.
22 марта 2023 года был избран председателем Белорусской федерации футбола.
Шерстнёв женат и является отцом двоих детей — сына и дочери.

### Увлечения
Николай Шерстнев регулярно участвует в соревнованиях по жиму штанги лежа и поднятию гири. Установил в 2017 году рекорд в Беларуси в жиме штанги лёжа.
Николай Шерстнёв принял участие в чемпионате мира в сфере массового гиревого спорта, 15-17 ноября, 2019 года в городе Гродно, где в составе сборной команды Республики Беларусь наряду с выдающимися гиревиками страны, такими как Евгений Назаревич, выступил в командной эстафете и показал лучший результат в толчке гири 32 кг, что помогло команде взойти на высшую ступень пьедестала.

## Награды
- Медаль «МПА СНГ. 25 лет» (27 марта 2017 года, Межпарламентская ассамблея СНГ) — за заслуги в деле развития и укрепления парламентаризма, за вклад в развитие и совершенствование правовых основ функционирования Содружества Независимых Государств, укрепление международных связей и межпарламентского сотрудничества[7].